# Bromma sjukhus
Bromma sjukhus är ett länsdelssjukhus i Beckomberga i Bromma i västra Stockholm. Sjukhuset är sedan 2020 ett vitaliserat vård- och omsorgshus.

## Historik
Den byggnad som sjukhuset är belägen uppfördes och stod klar 1971 och kallades då Medicinskt Centrum. Sjukhusverksamhet var då även en del av verksamheten vid Beckomberga sjukhus. Sjukhusverksamheten vid Beckomberga sjukhus avvecklades 1995. I mars 2020 förvärvade Vectura fastigheter Bromma sjukhus.

## Verksamhet
Vid sjukhuset finns tio olika mottagningar.

- Ledplastikcentrum
- Beckomberga vårdcentral
- Geriatrisk mottagning
- Kognitiv mottagning
- Primärvårdsrehab
- Avancerad sjukvård i hemmet
- Äldreboendet Mosaiken
- Vård och omsorgsboende - Mosaiken
- Laboratorium
- Bårhus/avskedsrum